# 小行星2209
小行星2209（2209 Tianjin）是太阳系的小行星之一。其公转轨道位于火星和木星之间。
小行星2209于1978年10月28日在南京紫金山天文台被发现，后北京天文台以中华人民共和国的城市天津为其命名。

## 内部连接
- 天津市
- 小行星列表/2001-3000